# دونالد گلان
دونالد گلان (انگلیسی: Donald Gollan; ۱۹ ژانویهٔ ۱۸۹۶ – ۱۳ اوت ۱۹۷۱) قایقران روئینگ اهل بریتانیا بود.